# أفلوطين
أفْلُوطين (نحو 205 - 270 م) هو فيلسوف يوناني، يُعتبر أبرز ممثلي الأفلاطونية المُحْدَثَة. يُعرف في المصادر العربية بـ «الشيخ اليوناني».
جميع المعلومات المتوفرة عن الفيلسوف أفلوطين أتت من تلميذه فرفريوس ودونها في مقدمة كتاب التاسوعات لأفلوطين. أما كتابات أفلوطين في الميتافيزقيا كان لها تأثير كبير على العديد من الفلسفات والأديان : الوثنية، اليهودية، المسيحية.

## سيرته وحياته
ذكر فرفريوس أن أفلوطين كان عمره 66 سنة حينما توفي في سنة 270 م، من السنة الثانية من عهد الإمبراطور الروماني كلوديوس جوثيكوس. ونستنتج من هذا أن أفلوطين ولد في سنة 205 م. وذكر المؤرخ يونيبيوس أن أفلوطين ولد في ليكوبوليس (باللاتينية : لايكو) في مصر، وهناك تكهنات بأنه مصري الأصل أو يوناني. كما ذكر يوسف زيدان أنه ولد في المنيا الحالية وكان اسمها ليقوبوليس وجاء في شبابه إلى الإسكندرية.
وكان أفلوطين شديد النفور وعدم الثقة في الأمور المادية (ورث هذه النزعة من الأفلاطونية), هكذا آمن بأن كل عنصر دنيوي هو صورة فقيرة أو زائفة لمثيله الحقيقي الأعظم والأسمى. هذه الفكرة تمتد إلى جسده الشخصي. حيث كان يرفض دائماً رسم صورة شخصية له. كما لم يناقش أبداً أصوله العائلية أو طفولته أو محل ميلاده. لكن حياته عموماً كانت مثالاً للروحانية والفضيلة.
بدأ دراسته الفلسفية في في الثامنة والعشرين من عمره. عام 232 ميلادية. سافر إلى الإسكندرية للدراسة. وهناك لم يرض بأي مدرس التقى به. إلى أن اقتُرح عليه أن يستمع إلى أفكار آمّونيوس ساكّاس. وبعد الاستماع لمحاضرة واحدة. أعلن أفلوطين عن آمّونيوس أن :«هذا من كنت أبحث عنه». وبدأ بدراسة مكثفة تحت إرشاد هذا المعلم الجديد. كما تأثر أفلوطين أيضاً بأعمال ألكزندر الأفروديسي.

## رحلته إلى بلاد الفرس ثم عودته إلى روما
بعد قضاء 11 عاماً في الإسكندرية. عند بلوغه الثامنة والثلاثين قرر أن يبدأ في دراسة تعاليم الفلاسفة الفرس والهنود. لأجل هذا ترك الإسكندرية والتحق بجيش غورديان الثالث الذي كان متوجهاً إلى بلاد الفرس. لكن الحملة فشلت. وبعد موت غورديان وجد أفلوطين نفسه وحيداً في أرض معادية، ثم كانت نجاته بأن وجد طريقه بصعوبة إلى أنطاكية.
في سن الأربعين، خلال فترة حكم فيليب العربي. انتقل إلى روما حيث استقر بقية حياته. وهناك جذب عدداً من التلاميذ ومنهم: فرفريوس وآميليوس التوسكاني والسيناتور وكاستريكيوس فيرموس.

## أفكاره
يتفق أفلوطين مع المسيحيين الأرثوذكس في فكرتهم عن الخليقة ((الكل من لا شيء)). رغم أن أفلوطين لا يذكر المسيحية في أي من كتاباته. ويعتقد بأن السعادة الحقيقية ليست مادية. هكذا فإن الثراء لا يمنح السعادة للإنسان. وأيضاً, بهذه الطريقة فإن كل إنسان في العالم قادر على تحقيق سعادته الشخصية. حقيقة الإنسان تكمن في روحه. كما أن الإنسان السعيد لن يتأرجح بين السعادة والتعاسة. كما لن يفقد سعادته في حالة ذهاب العقل أو الوعي. حيث أن السعادة «داخلية».
يعارض أفلوطين الفكرة الهللنستية بأن النجوم والأبراج قد تؤثر على حياة الإنسان. ويصفها باللاعقلانية. لكنه يعتقد أن الأجرام السماوية تملك أرواحاً نظراً لحركتها الدائمة.
يعارض أفلوطين الأفكار الغنوصية. ويعارض تشويههم لفلسفة أفلاطون وازدرائهم المبالغ فيه للعالم. ويصفهم عموماً بالهرطقة والصلف.

## روابط خارجية
- أفلوطين على موقع الموسوعة البريطانية (الإنجليزية)
- أفلوطين على موقع ميوزك برينز (الإنجليزية)
- أفلوطين على موقع إن إن دي بي (الإنجليزية)